# شارل دي أرتوا، كونت أو
شارل دي أرتوا (1394 - 25 يوليو 1472)، هو أبن فيليب من أرتوا، كونت أو وماري دي بيري، دوقة أوفرن حفيدة جان الثاني ملك فرنسا؛ كان كونت أو منذ ديسمبر 1397 حتى وفاته بعد 74 عاماً، أسره الإنجليز في معركة أجينكور في 25 أكتوبر 1415، ولم يتم إفراج عنه حتى 1438، وفي 1448 تزوج من جين دي سافيوز توفيت في العام التالي، ثم تزوج في 23 سبتمبر 1454 من هيلين دي ميلون؛ لم تنجب له أبناء، تم تعينه ملازم الملك في نورماندي وغويان، وكذلك أصبح حاكم باريس خلال حرب الرخاء العام في 1456، خلفه أبن شقيقته جان الثاني، كونت نيفير.